# René Pinazzo
René Pinazzo, né le 11 décembre 1943 à Casablanca, est un coureur cycliste français, professionnel de 1968 à 1969.

## Palmarès
- 1966
  - Tour des Bouches-du-Rhône

### Résultats sur les grands tours

#### Tour d'Espagne
1 participation
- 1969 : abandon (11e étape)